# Areas protegidas de Nueva Esparta
El estado nueva Esparta posee un total de 8 Areas bajo régimen de administración especial (ABRAE), teniendo solo en cuenta los Parques nacionales, Monumentos naturales y Reservas de fauna silvestre. Contando con una extensión total de 45 247 hectáreas, equivalente al 39,34% de la superficie total del estado.

## Parques nacionales
| Nombre                                         | Superficie (ha) | Creación   | Ubicación (isla) | imagen |
| ---------------------------------------------- | --------------- | ---------- | ---------------- | ------ |
| Parque nacional Laguna de La Restinga          | 18 862 ha       | 06/02/1974 | Margarita        |        |
| Parque nacional Cerro El Copey-Jóvito Villalba | 7 130 ha        | 27/02/1974 | Margarita        |        |

## Monumentos Naturales
| Nombre                                        | Superficie (ha) | Creación   | Ubicación (isla) | imagen |
| --------------------------------------------- | --------------- | ---------- | ---------------- | ------ |
| Monumento natural cerro matasiete y guayamuri | 1 672 ha        | 27/02/1974 | Margarita        |        |
| Monumento natural Tetas de María Guevara      | 1 670 ha        | 27/02/1974 | Margarita        |        |
| Monumento natural Laguna de Las Marites       | 3 674 ha        | 27/02/1974 | Margarita        |        |

## Reserva de Fauna Silvestre
| Nombre                                   | Superficie (ha) | Creación   | Ubicación (isla) | imagen |
| ---------------------------------------- | --------------- | ---------- | ---------------- | ------ |
| Reserva de Fauna Silvestre Macanao       | 12 013 ha       | 01/08/2021 | Margarita        |        |
| Reserva de Fauna Silvestre Bahía El Saco | 482 ha          | 01/08/2021 | Coche            |        |
| Reserva de Fauna Silvestre Punta El Palo | 2 916 ha        | 01/08/2021 | Coche            |        |